# Mirrorball
«Mirrorball» (с англ. — «Зеркальный шар») — песня американской певицы Тейлор Свифт, вышедшая 24 июля 2020 года на лейбле Republic Records вместе с выходом восьмого студийного альбома Folklore. Свифт написала её как дань уважения своим поклонникам, после того как она отменила запланированный концертный тур в поддержку своего седьмого студийного альбома Lover (2019) из-за пандемии COVID-19. Спродюсированная Свифт и соавтором Джеком Антоноффом, «Mirrorball» — это песня в стилях дрим-поп, джэнгл-поп и инди-фолк с привкусом кантри, сопровождаемая реверберацией звука, нежными гитарами, вокальными гармониями и живыми ударными. Лирически рассказчик уподобляет себя хрупкому созданию (диско-шару) и поёт о том, что делает всё, чтобы развлечь свою аудиторию.
В рецензиях, рассматривающих альбом Folklore, критики интерпретировали трек как метафору борьбы женщин-музыкантов за то, чтобы переосмысливать себя и оставаться актуальными. Они похвалили похвалили качество записи и вызываемые ею эмоции, а многие назвали эту композицию «изюминкой» альбома. Журналы Slant Magazine, Pitchfork и Variety включили «Mirrorball» в список лучших песен 2020 года. Она заняла 26-е место в американском Billboard Hot 100 и вошла в топ-40 чартов в Австралии, Канаде, Малайзии и Сингапуре.

## История
Автор-исполнительница Тейлор Свифт начала работу над своим восьмым студийным альбомом Folklore во время пандемии COVID-19 в начале 2020 года. В качестве продюсера альбома она привлекла Джека Антоноффа, работавшего над тремя её предыдущими студийными альбомами. Folklore вышел 24 июля 2020 года на Republic Records. Свифт написала или была соавтором всех песен и спродюсировала шесть вместе с Антоноффом. Она написала «Mirrorball» после того, как её запланированный концертный тур для Lover был отменён в связи со вспышкой пандемии. В песне «Mirrorball» Антонофф выступил в качестве соавтора, программиста и инженера (вместе с Лорой Сиск), а также сыграл на таких инструментах, как акустическая гитара, ударные, электрогитара и Hammond B-3. Трек был записан в студии Kitty Committee (домашняя студия Свифт) в Беверли-Хиллз, Калифорния, и в студии Rough Customer в Бруклине. Сербан Генеа смикшировал композицию в MixStar Studios в Вирджиния-Бич, штат Виргиния. После выхода альбома Свифт записала урезанную версию «Mirrorball» для документального фильма Folklore: The Long Pond Studio Sessions и его саундтрека, которые вышли 25 ноября 2020 года.

## Композиция и текст
Песня «Mirrorball» длится 3 минуты 29 секунд. Ряд специалистов отнесла композицию к дрим-попу и джэнгл-попу, другие отметили, что исполнение граничит с шугейз или назвали её инди-фолк треком. В композиции использованы гитары с густой реверберацией звука, педальная слайд-гитара, вокал и живые ударные, ощущается колорит кантри. Вокал Свифт выделяется на переднем плане, его поддерживают мягкие, нежные удары барабанных щёток на заднем плане. Спенсер Корнхарбер из The Atlantic написал, что песня отличается «тёплыми» и «искрящимися» гитарными тонами и мягкими звуками бубна. Микаэль Вуд из Los Angeles Times отметил, что именно в «Mirrorball» влияние женственной стороны инди-рок-групп 1990-х годов (например, The Sundays и Sixpence None the Richer) проявляется наиболее ярко по сравнению со всем Folklore. Крис Уиллман из Variety согласился, что «Mirrorball» — один из «наименее фольклорно звучащих треков» альбома.
В тексте песни рассказчик поёт о том, что она готова на всё, чтобы развлечь свою аудиторию («Все, что я делаю, это пытаюсь, пытаюсь, пытаюсь. Я все ещё на этой трапеции. Я всё ещё пытаюсь делать всё, чтобы вы смотрели на меня») и сравнивает себя с хрупким диско-шаром. В то время как большая часть Folklore представляет собой вымышленные истории, в отличие от автобиографических песен, свойственных Свифт, трек «Mirrorball» отражает её душевное состояние во время карантина COVID-19. Майк Васс из Idolator назвав «Mirrorball» меланхоличным гимном, отметил, что это песня о «любви, настолько хрупкой и ранимой, что она должна сопровождаться предупреждением об осторожном прослушивании». В ней она выразила своё понимание того, как её поклонники находят «утешение на танцполе», и её борьбу со звёздной болезнью и то, как сохранить актуальность. Уиллман из Variety увидел некоторую «встроенную двусмысленность в вопросе о том, плохо ли это — хотеть завладеть вниманием всего мира». Роб Шеффилд из Rolling Stone назвал «Mirrorball» пронзительной балладой об одиночке, которая «чувствует себя слишком яркой, боится, что все смотрят на неё и видят недостатки, но всё равно ощущает себя невидимой». И в итоге назвал Свифт «Королевой концепции». Критики интерпретировали трек как самоанализ Свифт своего публичного образа, а также как попытку женщин-знаменитостей оставаться актуальными в целом.

## Восприятие и значение
В рецензиях, рассматривающих альбом Folklore, многие критики высоко оценили исполнение и эмоциональное значение «Mirrorball». Они назвали её изюминкой альбома или даже лучшим треком альбома. Фин МакРедмонд из The Irish Times сказал, что композиции «суждено сразу стать свифтовской классикой». Среди описаний и характеристик этой работы американской исполнительницы — «мечтательная», «потрясающе красивая», «неземная». В своём развёрнутом обзоре Folklore Эрик Мейсон из Slant рассмотрел «Mirrorball» с позиции устоявшихся в поп-музыке стереотипов. Согласно которых песни вчерашних школьников (к которым, очевидно, Мейсон относил и Свифт) делятся на две категории: тоскливые воспоминания о первой любви и/или выпускном вечере либо едкие, саркастические нападки на школьные порядки. «Mirrorball» же явно не укладывается в эти рамки, взамен Свифт предлагает историю любви в мире, населённом «маскарадными гуляками», жаждущими падения рассказчика. И то, как удивительно певица справляется со столь сложным вызовом, создаёт ощущение триумфа романтики. Майк Васс из Idolator отнёс эту запись к тем, которые можно назвать «вневременными и сразу же признать их будущим стандартом». Ханна Милреа из NME, напротив, не была так впечатлена, посчитав трек невыразительным.
Ройсин О’Коннор из The Independent посчитал, что композиция «Mirrorball», написанная совместно с Антоноффом, является одной из лучших их совместных работ — «она раскованная, мечтательная, мерцающая. Инструментовка нарастает, как волна перед тем, как разбиться о берег». По мнению критика Микаэля Вуда из Los Angeles Times гитары Антоноффа дрожат и позванивают вокруг певицы, а Свифт «ищет спасения от потрясений пандемии 2020 года и находит его в романтической фантазии, настолько яркой, что становится больно». Роб Харвилл из The Ringer назвав песню прекрасной и потрясающей, лучшей из Folklore, описал её «сдержанной темой выпускного бала, которая в зависимости от вашего возраста и настроения может напомнить вам кого угодно — от группы The Lemonheads до певиц Сары Маклахлан и Soccer Mommy».
«Mirrorball» появилась в списках лучших композиций 2020 года, составленных по итогам года Крисом Уиллманом из Variety, который поставил её на девятое место в списке из 40 песен, в журналах Pitchfork (71-е место) и Slant Magazine (14-е место). Эрик Мейсон из Slant и Спенсер Корнхабер из The Atlantic выбрали её как одну из лучших, наиболее характерных композиций, которая «и вписывается, и выделяется» на Folklore. Кэтрин Флинн из Consequence сказала, что «Mirrorball» должна была стать лид-синглом с альбома Folklore, хотя она даже не была выпущена в качестве сингла вообще, что Флинн назвала «преступлением, поскольку это роскошная и одновременно откровенная песня служит самоанализом звёздной болезни, и того, как трудно отделить свою индивидуальность от угодничества перед публикой, которое становится второй натурой для тех, кто находится в центре внимания так же долго, как Свифт».
Авторитетный американский музыкальный критик Роб Шеффилд в ноябре 2021 года составил для австралийского отделения Rolling Stone статью, обобщающую всё творческое наследие певицы. В это анализе он поставил «Mirrorball» на третье место среди всех 206 песен Свифт (включая даже кавер-версии), опубликованных к этому моменту, пропустив вперёд только «New Romantics» и «All Too Well».

## Коммерческий успех
После выхода альбома Folklore песня «Mirrorball» дебютировала в США на 26-м месте в чарте Billboard Hot 100, опубликованном 8 августа 2020 года. Трек поднялся до шестого места в рок-чарте Billboard Hot Rock & Alternative Songs, где продержался 16 недель. В Великобритании «Mirrorball» достиг 30 места в чарте OCC’s Audio Streaming и получил серебряный сертификат Британской ассоциации производителей фонограмм (BPI). Трек вошёл в чарты нескольких стран мира, заняв 13-е место в Сингапуре, 14-е место в Австралии и Малайзии, 22-е место в Канаде и 103-е место в Португалии.

## Концертные исполнения
«Я думала о том, какую песню я сыграю для вас первой», и вспомнила, что одна из песен, которую я написала, думая о вас во время пандемии, была одной из первых песен, которые я создала для Folklore. Я пытаюсь сказать вам, что „люблю вас“, а у меня получается лепет. Я пыталась придумать красноречивый способ сказать, что я люблю вас и мне постоянно нужно ваше внимание, и придумала „Я — зеркальный шар“ („I’m a mirrorball“)»
«Mirrorball» вошла в сет-лист the Eras Tour, концертного тура, в который Свифт отправилась 17 марта 2023 года (когда она была впервые публично исполнена в Глендейле в качестве песни-сюрприза) для продвижения Midnights и других своих альбомов. На самом первом концерте Eras Tour, обращаясь к толпе фанатов, которые всё ещё не знали, что будет дальше, Свифт произнесла почти двухминутную речь, объясняя историю возникновения этой песни.

## Участники записи
По данным заметок к альбому и сервиса Tidal.
- Тейлор Свифт — вокал, автор, продюсер
- Джек Антонофф — запись, программирование, продюсирование, акустическая гитара, ударные, электрогитара, Hammond B-3, клавишные, перкуссия, фоновый вокал
- Лаура Сиск — звукозапись
- Джон Ханес — звукозапись
- Сербан Генеа — сведение

## Чарты
| Чарт (2020)                                  | Высшая позиция |
| -------------------------------------------- | -------------- |
| Австралия (ARIA)                             | 14             |
| Великобритания (UK Streaming Chart)          | 30             |
| Канада (Billboard Canadian Hot 100)          | 22             |
| Малайзия (RIM)                               | 14             |
| Португалия (AFP)                             | 103            |
| Сингапур (RIAS)                              | 13             |
| США (Billboard Hot 100)                      | 26             |
| США (Billboard Hot Rock & Alternative Songs) | 6              |
| Швеция (Heatseekers, Sverigetopplistan)      | 6              |

| Чарт (2020)                                   | Позиция |
| --------------------------------------------- | ------- |
| США (Hot Rock & Alternative Songs, Billboard) | 34      |

## Сертификации
| Регион                                                                      | Сертификация | Продажи |
| --------------------------------------------------------------------------- | ------------ | ------- |
| Великобритания (BPI)                                                        | Серебряный   | 200 000 |
| Данные о продажах + прослушиваниях приведены только на основе сертификации. |              |         |

### Комментарии
1. ↑  По мнению таких критиков как Жизель Ау Нхиен-Нгуен из The Sydney Morning Herald[7], Джейсон Липшутц из Billboard[12], Эрик Мейсон из Slant Magazine[23] и Ройсин О’Коннор из The Independent[24]
2. ↑  По мнению таких критиков как Микаэль Вуд из Los Angeles Times[13] и Роб Харвилл из The Ringer[англ.][25]